# Wojny arabsko-bizantyńskie
Wojny arabsko-bizantyńskie – szereg konfliktów zbrojnych w VII–X wieku pomiędzy kalifatem arabskim Umajjadów i Abbasydów z jednej strony a Cesarstwem Bizantyńskim z drugiej o panowanie w Azji Mniejszej, Zakaukaziu i na Morzu Śródziemnym.

## Geneza wojen
Zwyczajowo powodzenia Arabów w wojnach z sąsiednim Bizancjum upatruje się w entuzjazmie, z jakim realizowali przykazanie o świętej wojnie z niewiernymi. Ten pogląd jest błędny, bowiem początek konfliktów arabsko-bizantyńskich miał miejsce w kilka lat po śmierci Mahometa, a liczba jego wyznawców nie wzrastała w wystarczająco szybkim tempie przez cały okres wojen. Większość uwikłanych w konflikty Arabów miała na celu wywalczenie nowej korzystnej przestrzeni życiowej. Z drugiej strony południowo-wschodnie, w większości monofizyckie, prowincje Bizancjum – Syria, Palestyna i Egipt – które doświadczały nieprzychylności dworu cesarskiego po śmierci Justyniana Wielkiego, sprzyjały tolerancyjnym religijnie Arabom.

## Wojny w Azji Mniejszej
Początek wojen bizantyńsko-arabskich sięga lat trzydziestych VII wieku, gdy Arabowie rozpoczęli swoją ekspansję na zachód, zagrażając granicom cesarstwa. W latach 674–678 i 717–718, mając wsparcie od strony morza, oblegali Konstantynopol. W 740 roku cesarz Leon III Izauryjczyk rozbił ich pod Akroinon i zmusił do wycofania się z Azji Mniejszej. W IX wieku wojny bizantyńsko-arabskie toczyły się przeważnie na pograniczu wschodnim wzdłuż ufortyfikowanej przez Arabów linii Armenia–północna Syria. Cesarstwo jednocześnie umocniło swoją granicę wschodnią, budując własne twierdze. Wzajemnej eksploracji terenów sprzyjały powstania ludowe. Dla przykładu, rebelia Babaka pozwoliła Bizantyńczykom wtargnąć w głąb kalifatu, a powstanie Tomasza Słowianina, który pertraktował z Arabami, umożliwiło kalifatowi najechać terytoria w Azji Mniejszej. W 838 roku kalif Al-Mutasim zdobył Amorium. Planował oblężenie Konstantynopola, jednak wycofał się z powodu niekorzystnej sytuacji politycznej w swoim państwie.

## Konflikty morskie
W wyniku działań na morzu arabskich flot syryjskiej i północno-afrykańskiej Bizancjum w 823 roku utraciło Cypr, w latach 827–878 – Sycylię, w połowie IX wieku – Maltę i inne ważne porty w Italii południowej. W 902 roku Arabowie zdobyli bizantyński port na Sycylii i Region na wybrzeżu Cieśniny Mesyńskiej. Na przełomie IX i X wieku piraci arabscy z Cypru systematycznie łupili wybrzeża Peloponezu i Morza Egejskiego. W 904 roku zniszczyli Tesaloniki.

## Po rozpadzie kalifatu
W drugiej połowie IX wieku postępował proces rozpadu kalifatu Abbasydów na faktycznie niezależne państwa i w X wieku Bizancjum częściowo odzyskało terytoria w Syrii północnej, gdzie walczyło przede wszystkim z Hamdanidami. W XI wieku na wschodzie pojawiła się nowa potęga – Seldżukidzi, którzy rozpoczęli swoją ekspansję na zachód, zagrażając cesarstwu.